# Бетелхем Вилиџ (Конектикат)
Бетелхем Вилиџ (енгл. Bethlehem Village) насељено је место без административног статуса у америчкој савезној држави Конектикат.

## Демографија
По попису из 2010. године број становника је 2.021, што је 1 (0,0%) становника мање него 2000. године.
| Група             | 2000.         | 2010.         |
| Белци             | 1.962 (97,0%) | 1.953 (96,6%) |
| Афроамериканци    | 5 (0,2%)      | 9 (0,4%)      |
| Азијати           | 13 (0,6%)     | 7 (0,3%)      |
| Хиспаноамериканци | 15 (0,7%)     | 30 (1,5%)     |
| Укупно            | 2.022         | 2.021         |